# هيلز بليرز
هازال آن بليرز  في 14 مايو 1956 كانت بلير سياسية سابقة في حزب العمل البريطاني  وكانت عضو برلمان في سالفورد واكليس من 2010وحتى 2015. من 1997 كانت عضو برلمان في سالفورد قبل إنشاء الدائرة الانتخابية في سالفورد واكليس.
وخدمت في الكابينت (مجلس وزاري مصغر) كوزيرة بدون وزارة ورئيسة حزب العمل  ما بين 2006 و 2007 وعندما استقالت كانت وزيرة الخارجية لشؤون المجتمعات والحكومة المحلية. وعلق غوردن براون على استقالتها «حققت بليرز مساهمة بارزة  في الحياة السياسية».

## حياتها وتعليمها
ولدت بليرز في سالفورد ودرست بلير في ورسلي وردلي وأكملت في كلية اكليس، ذهبت إلى جامعة ترنت بولينكنك وتخرجت من كلية شستر للقانون بدرجة بكالوريوس في القانون في سنة 1977.

### بداية حياتها المهنية
بدأت بليرز حياتها المهنية كمحامية متدربة في سالفورد  بمجلس المدينة في 1978 وبعد سنتين مارست المحاماة لمدة سنة وقبل انضمامها كمحامية في سنة 1981 بمجلس روزنديل بورو  وفي نفس السنة اُنتخبت كمحامية فرع في NALGO))
وفي 1983 أصبحت بليرز محامية في مجلس مقاطعة ويجان متروبوليتان بورو واصبحت في ما بعد  تعلم المحاماة في مجلس مانسشتر سيتي وفي السنة التالية اُنختبت كمستشارة  في مجلس مدينة سالفورد حتى سنة 1992 وكانت رئيسة مجلس الصحة المجتمعية لعدة سنوات.

#### حياتها البرلمانية
وصفها الصحفي مايكل وايت «كعاملة شرسة فعالة» وقفت بليرز ضد نيل هاميلتون في تاتون (دائرة انتخابية في المملكة المتحدة) في سنة 1987  وفي عام 1992 في جنوب بوري (دائرة انتخابية في المملكة المتحدة) خسرت لصالح 788 صوت  وفي الانتخابات العامة سنة 1997 اُنتخبت في البرلمان.وبعد الانتخابات اصبحيت السكرتيرة البرلمانية  الخاصة لوزارة الدولة، امضت بليرز عشرة شهور كسكرتيرة برلمانية خاصة ومن ثم رئيس الخزانة  وفي الانتخابات العامة سنة 2001 أصبحت بليرز عضو ولاحقا نائب رئيس فريق حملة حزب العمل وهذا رفع من وصفها الوطني  وفي الانخابات العامة سنة 2010 تم إعادة تشكيل الدوائر الانتخابية لسالفورد وايكلس ومع إلغاء  دائرة بليرز الانتخابية انتصرت على يان ستيوارت في منافسة الاختيار ليتم انتخابها كالمرشح البرلماني العمالي لدائرة  الانتخابية لسالفورد واكليس وخلال مسيرتها البرلمانية حصلت  على لقب شبمنك.

## المسيرة الوزارية
وبعد الانتخابات العامة ل2001  دخلت حكومة توني بليرز كوكيل البرلماني لوزارة دائرة الصحة وفي خلال عملها بدأت حملة «خمسة في اليوم» التي تشنها الحكومة لحمل الناس لأكل المزيد من الخضار والفواكه.
وترقت بليرز في سنة 2003  كوزيرة في وزارة الداخلية مع مسؤولياتها في الأمن ومكافحة الجريمة  والإرهاب  وبعد الانتخابات العامة لسنة 2005  وفي 7 يونيو  أصبحت عضو في مجلس برايفي.

### وزير الدولة للمجتمعات والحكومات المحلية
في 28 يونيو 2007 عين رئيس الوزراء غوردون براون بليرز كوزير دولة للمجتمعات والحكومات المحلية لتحل محل روث كيلي.ظهرت اشاعة  في أبريل 2008  بان براون يخطط لاعادة تشكيل في الصيف  حيث سيتم انزال رتبتها، ولكن في الخريف تم الاحتفاظ برتبتها.

### نائب مرشح القيادة
في مايو 2008 اعلنت بليرز على BBC  ان هناك 3 ملايين شخص عاطل عن العامل في المملكة المتحدة في يوم 24 فبراير 2007 اعلنت بالترشح لنائب رئيس لحزب العمل  لجعلها واحدة من بين ستة مرشحين وفاز بلانتخابات وكانت في المرتبة الاخيرة من بينهم.

### الاقليات العرقية
في مارس  2005 وبينما كان مسؤول الخارجية مسؤول عن مكافحة الإرهاب اشارت  ان البند  44 من قانون الإرهاب سيؤثر بشكل غير مناسب على المسلمين  ورداً على هذا  وتأييدا بهذا الامر بين راي باول رئيس الرابطة الوطنية للشرطة السوداء بأنها  غير معتدلة وغير راعية و" اعتقد انه من الطأ القول  قبول استخدامه بشكل غير متناسب وهذا التعليق  لن يكون مفيدا ولا يغرس الثقة في المجتمع المسلم.
  كانت بليرز في لجنة المخابرات والامن بالبرلمان من سبتمبر 2010 إلى مارس 2015  قدمت تقرير اللجنة حول خصوصية والامن، الذي تم تنفيذه بعد الكشف عن إدوارد سنودن حول المراقبة العالمية من قبل الاجهزة الامنية، لوسائل الاعلام.

### المعارضة
في عام 2013 اطلقت برنامج تجربة العمل للشباب ويهدف البرنامج إلى تشجيع الشركات المحلية في سالفورد وايكلس على تقديم الخبرة العملية للشباب  اللذين تتراوح اعمارهم بين 16- 24 سنة، لم يتم دفع رسوم التوظيف ولكن كانت وسيلة لتقديم خبرة للاشخاص العاطلين عن العمل أو الباحثين عن العمل. وكنتيجة مباشرة للمشورع وجد 16 شابا من اصل 42 من اشباب في البرنامج وظيفة بدوام كامل أو التدريب المهني فور انتهاء البرنامج.
في أغسطس 2014، اقترحت بليرز فكرة لمعالجة التطرف قبل فوات الأوان. وانتقدت الحكومة البريطانية لتركيز اهتمامها على التهديدات الصغيرة وليس التهديدات الكبيرة. وقالت إن استهداف الشباب المسلمين ومحاولة إنقاذهم يجب أن يكون المفتاح الرئيسي لمكافحة الإرهاب قبل أن يتحولوا إلى متطرفين.

## حياتها المهنية اللاحقة
وفي مايو 2015 أصبحت بليرز مديرة لشركة المجموعة  التعاونية وعضو في لجنة المخاطر والتدقيق ولجنة الترشيح وتقاضت 60000 باوند بالسنة وفي 2016 عينت بليرز كرئيسة  شركة أعمال الاستشمار التجارية وكان لها  دور كرأيسة مؤسسة معهد للخرف في جامعة سالفورد.

## حياتها الخاصة
تزوجت بليرز من مايكل هالسال في سنة 1989, وفي 2005 كانت عضو في  الرقص النقري.